# جون غوسلينج
جون غوسلينج (بالإنجليزية: John Gosling)‏ هو منتج أسطوانات وموسيقي بريطاني، ولد في 7 أكتوبر 1963.

## وصلات خارجية
- جون غوسلينج على موقع IMDb (الإنجليزية)
- جون غوسلينج على موقع ميوزك برينز (الإنجليزية)
- جون غوسلينج على موقع ميوزك برينز (الإنجليزية)
- جون غوسلينج على موقع أول ميوزيك (الإنجليزية)
- جون غوسلينج على موقع أول ميوزيك (الإنجليزية)
- جون غوسلينج على موقع ديسكوغز (الإنجليزية)
- جون غوسلينج على موقع ديسكوغز (الإنجليزية)